# Odalric barcelonai gróf

A verduni szerződés és a frank birodalom felosztása (843)

Odalric (? – 852?) (más névváltozatokban Odalrih, Odelric, illetve Udalrich) frank főnemes, Kopasz Károly király egyik bizalmasa.

## Élete, uralkodása
Származásáról nem tudunk szinte semmit. Egyes történészek feltételezik, hogy a Hunfriding-ház tagjaként Hunfrid isztriai őrgróf második fia lehetett.
Kopasz Károly 852-ben nevezte ki a valószínűleg a betörő mórok ellen harcolva az évben (vagy más 851-ben) elesett Aleran barcelonai gróf helyére ezzel Barcelona mellett megkapta Girona, Roussillon és Empúries grófságokat és ő lett Septimania őrgrófja. E tiszteket hat éven át, 858-ig töltötte be. Ezeket az éveket végigkísérte a betörő mórok elleni harc. A Córdobai Emirátus ugyanis kihasználta, hogy a nyugati frank királyságot a sorozatos örökösödési háborúk és az ismétlődő viking betörések meggyengítették, és fosztogatói rendszeresen végigrabolták a határmenti területeket.
Odalric halálának okát nem ismerjük.

## Családja, utódai
Családjáról, leszármazottairól nem tudunk semmit.

## Fordítás
- Ez a szócikk részben vagy egészben  az   Aleran című angol Wikipédia-szócikk ezen változatának fordításán alapul.  Az eredeti cikk szerkesztőit annak laptörténete sorolja fel. Ez a jelzés csupán a megfogalmazás eredetét és a szerzői jogokat jelzi, nem szolgál a cikkben szereplő információk forrásmegjelöléseként.
- Ez a szócikk részben vagy egészben  az   Odalric, Count of Barcelona című angol Wikipédia-szócikk ezen változatának fordításán alapul.  Az eredeti cikk szerkesztőit annak laptörténete sorolja fel. Ez a jelzés csupán a megfogalmazás eredetét és a szerzői jogokat jelzi, nem szolgál a cikkben szereplő információk forrásmegjelöléseként.